# Mid-Atlantic Hockey League
Die Mid-Atlantic Hockey League (kurz: MAHL) war eine US-amerikanische Eishockey Minor League, die im November 2007 in der "Mid-Atlantic"-Region (New Jersey, New York und Pennsylvania) gegründet wurde. Im Februar 2008 wurde der Spielbetrieb eingestellt und im September desselben Jahres löste sich die Liga nach nur einer Spielzeit wieder auf. Einziger Meister der Liga waren die Indiana Ice Miners, die die Tabelle zum Zeitpunkt des Abbruchs in der Saison 2007/08 mit 31 Siegen bei nur einer Niederlage anführten.
Hauptziel der Liga war es, ehemaligen College- und Juniorspielern die Möglichkeit zu bieten, Profierfahrungen zu sammeln, damit sie den Sprung in die höheren Ligen schaffen. Ligapräsident war Andrew Haines, ehemaliger Vorsitzender der Atlantic Indoor Football League.

## Mannschaften
Folgende Teams nahmen am Spielbetrieb der MAHL teil:
- Indiana Ice Miners 2007–2008
- Jamestown Vikings 2007–2008
- Mon Valley Thunder 2007–2008
- Valley Forge Freedom 2007–2008
- Wooster Warriors 2007–2008

## Saison 2007/08
Die Saison 2007/08 war die einzige Spielzeit der Mid-Atlantic Hockey League. Die fünf Teams absolvierten in der regulären Saison zwischen 30 und 32 Begegnungen, ehe der Spielbetrieb aufgrund finanzieller Probleme eingestellt werden musste. Das bis dahin mit sehr großem Abstand punktbeste Team der regulären Saison waren die Indiana Ice Miners, die anschließend zum Meister der MAHL ernannt wurden.

### Reguläre Saison

#### Abschlusstabelle
Abkürzungen: GP = Spiele, W = Siege, L = Niederlagen, T = Unentschieden, OTL = Niederlage nach Overtime, GF = Erzielte Tore, GA = Gegentore, Pts = Punkte
|                      | GP | W  | L  | OTL | SOL | GF  | GA  | Pts |
| -------------------- | -- | -- | -- | --- | --- | --- | --- | --- |
| Indiana Ice Miners   | 32 | 31 | 1  | 0   | 0   | 238 | 88  | 62  |
| Wooster Warriors     | 30 | 14 | 14 | 0   | 2   | 159 | 158 | 30  |
| Jamestown Vikings    | 31 | 13 | 18 | 0   | 0   | 145 | 170 | 26  |
| Mon Valley Thunder   | 31 | 11 | 17 | 0   | 3   | 153 | 206 | 25  |
| Valley Forge Freedom | 30 | 8  | 20 | 2   | 0   | 131 | 204 | 18  |